# 王晓洁
王晓洁（1962年10月—），山东青岛人，汉族，中国民主促进会会员。中华人民共和国政治人物、第十三届全国人民代表大会山东地区代表。

## 生平
2018年2月24日，当选为第十三届全国人大代表。